# Raider Klan
Raider Klan (стилизованно как RVIDXR KLVN) — американский хип-хоп-коллектив, образованный в 2008 году в Кэрол-Сити, штат Флорида. В него вошли участники из других городов США, таких как Мемфис, Сиэтл (Thraxxhouse) и Хьюстон. Фанаты, критики и коллеги-артисты считают их одним из самых влиятельных хип-хоп движений 2010-х годов. В 2012 году газета Guardian назвала их одним из ключевых актов, вернувших хип-хоп группы.
На пике своего развития коллектив переживал период быстрого роста, появившись наряду с такими группами, как Odd Future и ASAP Mob. В Raider Klan первоначально входили рэперы SpaceGhostPurrp, Dough Dough Da Don, Kadafi, Muney Junior и Jitt, затем в состав коллектива вошли Denzel Curry, Chris Travis, Eddy Baker, Xavier Wulf, Ruben Slikk, Lofty305 и десятки других. Многие бывшие участники группы продолжили успешную сольную карьеру или создали новые группы, такие как Seshollowaterboyz и Schemaposse.

## История
В 2008 году SpaceGhostPurrp набрал Dough Dough Da Don, Kadafi, Muney Junior и Jitt, чтобы сформировать состав основателей Raider Klan. SpaceGhostPurrp попросил Denzel Curry присоединиться к группе после прослушивания его дебютного микстейпа King Remembered Underground Tape 1991—1995, Карри принял это предложение.
24 сентября 2012 года группа выпустила альбом 2.7.5. Greatest Hits Vol.1, 44-трековую компиляцию сольного и совместного материала участников. 1 марта 2013 года они выпустили свой второй компиляционный CD, BRK Greatest Hits Vol.2 : Collectors Edition. 31 октября 2013 года они выпустили свой дебютный альбом Tales from the Underground. Последним релизом группы стал выпущенный в 2015 году The Mixtape 2.75.

## Музыкальный стиль и влияние
AllMusic описал стиль южного хип-хопа группы Raider Klan как «мрачный» и «макабрический», а Miami New Times описал их музыку как «торгующий звуками саундклауд-рэп, кроваво-сырого направления хардкор-хип-хопа, в значительной степени основанного в Южной Флориде». Группа часто использовала мрачный и lo-fi стиль производства. В 2018 году HotNewHipHop отметил: «Более десяти лет Raider Klan шумел в Кэрол-Сити, записывая пластинки с теми же искаженными басами, намеренно отрывистыми звуками, которые мы слышим сегодня на пластинках Lil Pump и Ski Mask the Slump God».
Звучание Raider Klan было заимствовано в основном из раннего творчества Мемфис хип-хоп группы Three 6 Mafia, а также включало в себя элементы эмо, хаус, хардкор-хип-хоп, дрилл и хорроркор. В интервью 2019 года Дензел Карри назвал Odd Future важным влиянием на группу.
Лирически они фокусировались на самых разных темах — от наркотиков, секса и денег до колдовства, демонов и философии хотеп.
Raider Klan были одними из первых андеграундных рэп-коллективов, которые интегрировали стиль ранних Three 6 Mafia в свою музыку, что впоследствии было воспринято всей хип-хоп сценой, а именно в виде ASAP Mob и Дрейка. В 2018 году в статье Pitchfork писатель Альфонс Пьер назвал членов Raider Klan и аффилированных с ними лиц, таких как Дензел Карри, Крис Трэвис, Xavier Wulf и Bones, пионерами движения саундклауд-рэп.
Форма лирического самовыражения группы была отмечена Genius как влиятельная для таких эмоциональных рэперов, как XXXTentacion и Lil Uzi Vert. HotNewHipHop описал стиль Night Lovell в эмо-рэпе как сильно повлиявший на музыку группы. Ronny J сильно вдохновился стилем Raider Klan, включив их стиль в треки таких рэперов, как XXXTentacion, Lil Pump, Smokepurpp и Ski Mask the Slump God. Rolling Stone описал музыку рэперов Soundcloud XXXTentacion, Lil Pump, Ski Mask the Slump God, Smokepurpp и Wifisfuneral как производную от материала Raider Klan.

## Эстетика

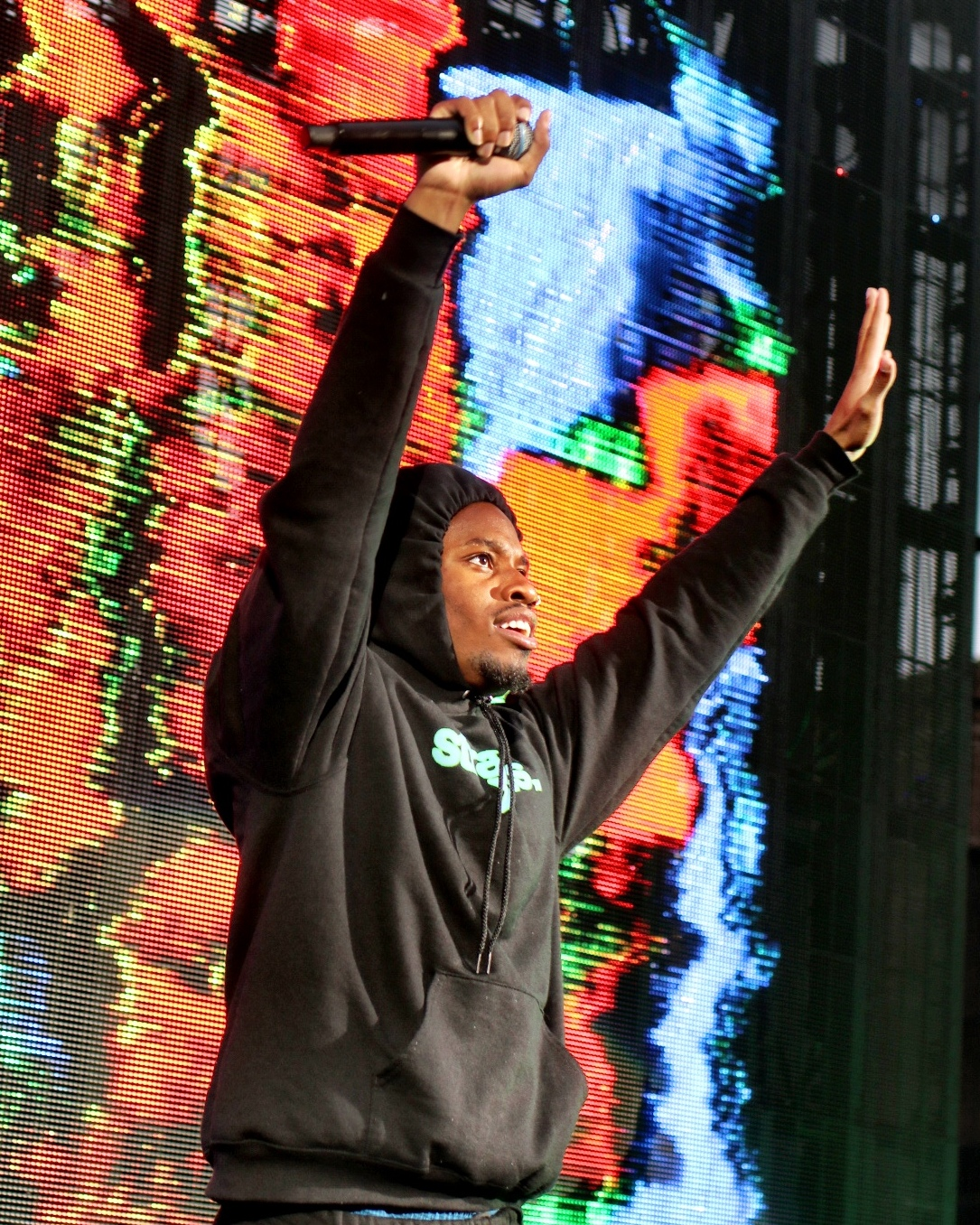
Бывший участник Raider Klan Denzel Curry

С самого начала своей карьеры Raider Klan использовали текст, вдохновленный иероглифами, в котором большинство гласных заменялись на "V" или "X", и стилизовались под заглавные буквы.
| Letter | Translation |
| ------ | ----------- |
| A      | V           |
| E      | X           |
| O      | X           |
| U      | V           |

Стиль возник благодаря увлечению SpaceGhostPurrp кеметизмом и египетской мифологией,  а также как способ языка, понятный только членам и фанатам группы. Этот стиль со временем стал использоваться другими группами, такими как ASAP Mob.
На обложках альбомов группы часто встречаются такие элементы, как листья конопли, черепа и шрифты, вдохновленные фильмами ужасов.
Члены Raider Klan часто носили полностью чёрную одежду, что, по объяснению SpaceGhostPurrp, символизировало их "чёрные сердца". В связи с этим в статье, опубликованной в 2012 году в Guardian, писатель Киран Йейтс назвал их "рэп-готами".

## Участники
- SpaceGhostPurrp[23]
- Dough Dough Da Don[24]
- Kadafi[2]
- Muney Junior[2]
- Jitt[2]
- Denzel Curry[23]
- Xavier Wulf[23]
- Chris Travis[23]
- Key Nyata[23]
- Amber London[23]
- Lil Fway[25]
- Yung Simmie[25]
- IndigoChildRick[25]
- Nell[25]
- Rell[25]
- Dirty Redd[25]
- Muff Lucid[25]
- Big Zeem[26]
- Grandmilly[26]
- Lil Champ Fway[27]
- Chiiirp[27]
- Shvun Dxn[28]
- Eddy Baker[29][30]
- Dead Craig[25]
- Sky Lexington[31]
- Slim Guerilla[32]
- Mike Dece[33]
- Young Renegade[34]
- Matt Stoops[35]
- Soulja Mook[36]
- J-Green[37]
- MuffLucid[38]
- Junko[39]
- Harvey G[40]
- Junko Headhuntah[41]

## Дискография

### Альбомы
- Tales From the Underground (2013)

### Сборники
- 2.7.5. Greatest Hits Vol.1 (2012)
- BRK Greatest Hits Vol. 2: Collectors Edition (2013)

### Микстейпы
- The Mixtape 2.75 (2015)